# Martufello
Fabrizio Maturani, bekannt als Martufello (* 21. Dezember 1951 in Sezze), ist ein italienischer Komiker, Kabarettist, Humorist und Schauspieler.

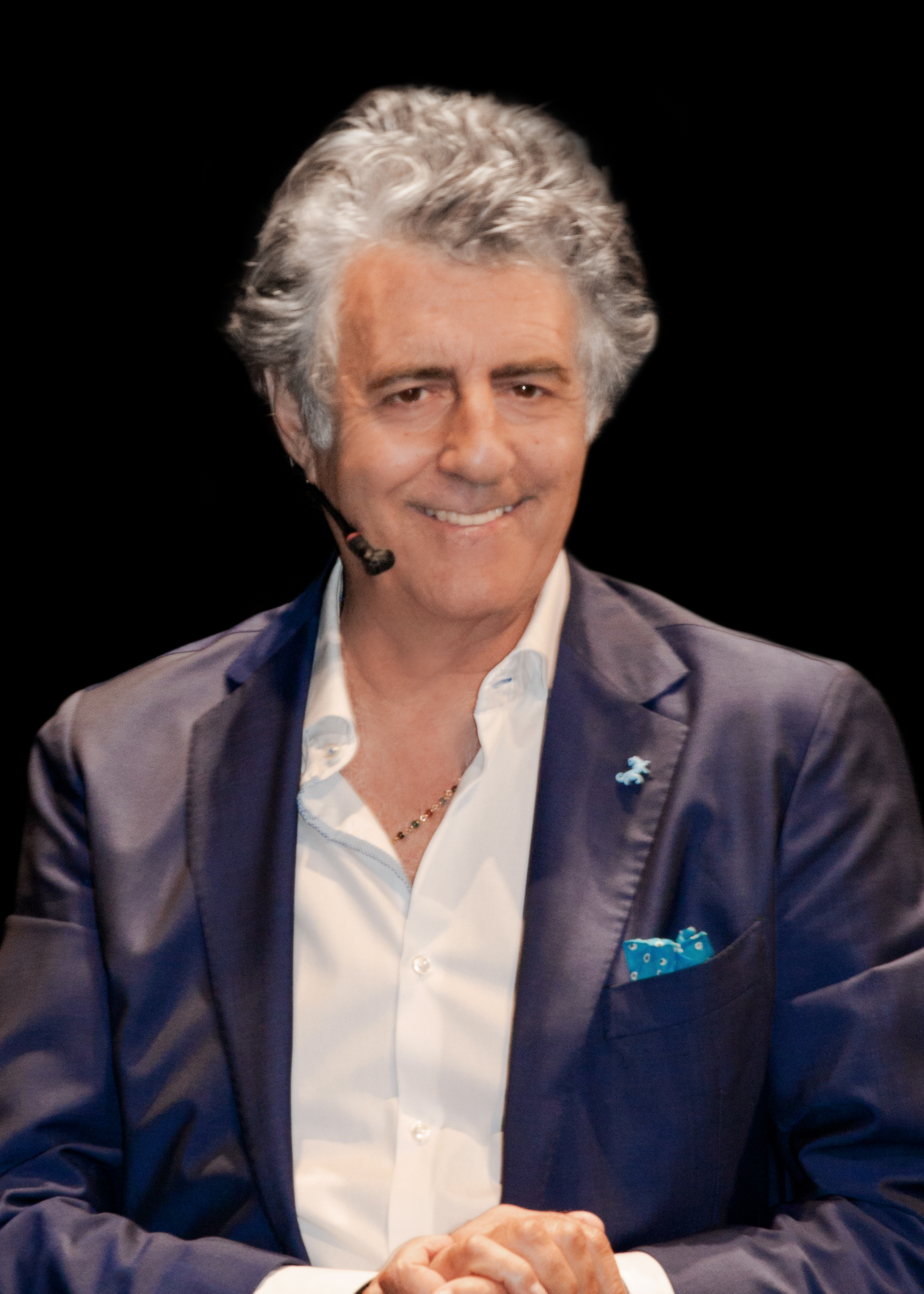
Fabrizio Maturani (Martufello), 2017

## Biografie
Er begann seine Karriere als Komiker und Kabarettist auf Dorffesten und in der Provinz Latina. Während einer seiner Shows in Latina wurde er von einem Manager bemerkt, der ihn wiederum Pier Francesco Pingitore weiterempfahl. Dieser verwendete ihn gegen Ende der siebziger Jahre als Spaßvogel in seiner Theatertruppe „Il Bagaglino“.
Martufello verknüpfte seine Karriere bis 2011 (dem Jahr der Auflösung der Truppe) eng mit Bagaglino und wurde im Laufe der Zeit zu einem der bekanntesten Mitglieder der von der Gruppe veranstalteten Theater-, Fernseh- und Filmshows. In den achtziger Jahren war er auch in kleinen Rollen in einigen Filmen von Steno zu sehen, so in Der Tango der Eifersucht, Bonnie and Clyde Italian und Ein ideales Abenteuer sowie im zensierten W la foca von Nando Cicero und im zweiten und letzten Film unter der Regie von Renzo Arbore "FF.SS." - Cioè: "...che mi hai portato a fare sopra a Posillipo se non mi vuoi più bene?
1995 schrieb er ein Witzbuch mit dem Titel Di più, nin zò, in dem er seine auf der Figur des „Burino“ (wie er sich selbst bezeichnet) basierenden Skizzen wieder aufgriff. Im selben Jahr war er in der Rolle des Baccello da Sarnano Protagonist des Films Chiavi in mano von Mariano Laurenti, einem Remake von Quel gran pezzo dell'Ubalda tutta nuda e tutta calda. Seit September 2014 tritt er in der Rolle des Witzeerzählers als Teil der Besetzung von Avanti un altro! auf Canale 5 auf.
Am 25. Juli 2015 wurde Martufello in Vetralla Opfer eines Autounfalls. Er berichtete von einem Bruch der Nasenscheidewand und Prellungen an Kopf und Beinen.
Martufello ist Partner von Grandi Magazzini Italiani srl.